# Nederlandse Jurisprudentie
Nederlandse Jurisprudentie (NJ) is een vooraanstaand juridisch tijdschrift waarin rechterlijke uitspraken van de hoogste colleges worden gepubliceerd die van belang zijn voor een brede groep mensen, geselecteerd door een vakredactie. De eerste uitgave verscheen in 1913.
Er worden zowel vonnissen en arresten van strafzaken als van civiele zaken in opgenomen, van alle rechtsprekende colleges in het Koninkrijk der Nederlanden, van het Europese Hof voor de Rechten van de Mens (EHRM), het Hof van Justitie van de Europese Unie (HvJ EG) en van het Benelux-Gerechtshof. Het aantal uitspraken van Nederlandse gerechtshoven en rechtbanken is beperkt.
Alle uitspraken worden ingeleid met een korte samenvatting en sommige uitspraken worden voorzien van een rechtsgeleerd commentaar, dat 'noot' of  'annotatie' wordt genoemd, schrijvers ervan een annotator. Het gaat dan veelal om uitspraken die een langlopende open rechtsvraag beslissen, een ommekeer in denken betekenen, van groot maatschappelijk belang zijn of over een zaak gaan die veel media-aandacht kreeg. In de noot wordt de uitspraak vakinhoudelijk besproken vanuit de eigen juridische visie, waarbij het kan het zijn dat de annotator het (op onderdelen) niet eens is met de uitspraak.
Het tijdschrift verschijnt wekelijks en wordt uitgegeven door Wolters Kluwer.

## Belang voor de rechtsvorming
Jurisprudentie speelt een belangrijke rol in de ontwikkeling van het recht, naast annotaties, de conclusies van de Advocaat-Generaal bij de Hoge Raad en wetenschappelijke literatuur. Praktijkmensen ontlenen er argumenten aan voor andere rechtszaken, wetenschappers werken de redeneringen uit, of gaan contrair, in een artikel, andere rechters gebruiken het als reflectie op hun eigen beslissingen, en politici en betrokken burgers kunnen het als windvanen zien voor mogelijke veranderingen of misstanden in de maatschappij.
In processtukken en juridische artikelen is het belangrijk eenduidig naar jurisprudentie te kunnen verwijzen. Zo kan een bepaald juridisch standpunt worden onderbouwd, naast het noemen van wet- en regelgeving.
Daarom is het van groot belang dat jurisprudentie wordt gepubliceerd en een uitspraak kan worden teruggevonden. Elke gepubliceerde uitspraak krijgt een uniek nummer, dat bestaat uit het jaar waarin de uitspraak in de NJ verschijnt gevolgd door een volgnummer. De tiende uitspraak in het tijdschrift in het jaar 2007 heet dus 'NJ 2007/10'. Elke uitspraak wordt aangeduid met de naam van het rechtscollege, de datum van de uitspraak zelf en het nummer van de NJ. Het arrest van de Hoge Raad van 19 november 2004, dat in het jaar 2005 in de NJ verschenen is als de 553e uitspraak wordt dus als volgt aangeduid: HR 19 november 2004, NJ 2005/553.
Het terugvinden gebeurde via een kaartsysteem met dezelfde naam, dat door dezelfde uitgever werd bijgehouden. Daarin werden de vonnissen, arresten en uitspraken op trefwoord vermeld. De kasten van het systeem hadden een hoogte van ongeveer een meter en een werkende lengte van enkele meters. In de huidige tijd zijn deze kasten met kaartenbakken vervangen door een computersysteem.
Naast het tijdschrift Nederlandse Jurisprudentie bestaan meerdere andere gerenommeerde tijdschriften die belangwekkende jurisprudentie publiceren, vaak op een deelrechtsgebied, zoals AB Rechtspraak Bestuursrecht, Jurisprudentie Arbeidsrecht (JAR), de Praktijkgids, Jurisprudentie Erfrecht of het Nederlands Tijdschrift voor Fiscaal Recht. Verder verzorgt de overheid sinds 2012 de online publicatie van een brede selectie aan rechterlijke uitspraken op de website rechtspraak.nl. Dit gebeurt geanonimiseerd.

## Rechtspraak van de Week
Rechtspraak van de Week (RvdW) is een complementaire voorpublicatie van de Nederlandse Jurisprudentie. Het tijdschrift bevat alle beschikbare uitspraken van de civiele kamer en de strafkamer van de Hoge Raad alsmede twee-wekelijke een selectie van uitspraken van het Europees Hof voor de Rechten van de Mens, het Hof van Justitie van de EG en het Benelux-Gerechtshof.